# Westburyi fehér ló
A Westburyi fehér ló (angolul: Westbury White Horse), vagy Bratton fehér ló, egy mészkőbe faragott hatalmas lóalak Nagy-Britannia Wiltshire megyéjében, Westbury közelében. A Salisbury-síkság szélén fekvő, Westburytől 2,4 kilométerre keletre lévő domboldalba vésett figura a geoglifák egy típusa, azaz dombrajz.

## Története

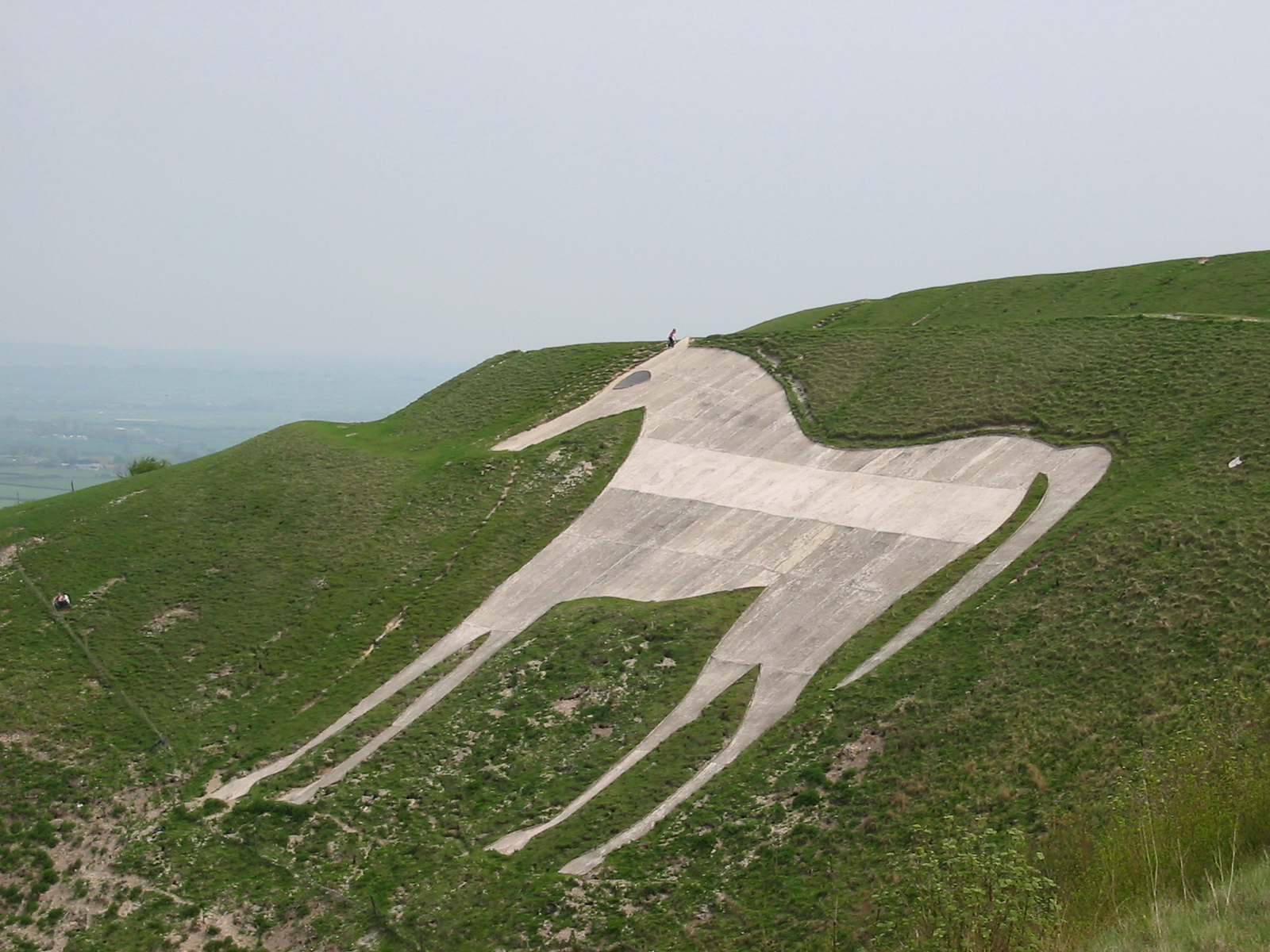
A betonnal borított fehér ló

A lóalakot egy lejtős hegyoldalba vájták készítői, így már kilométerekről látszik. A mészkőbe vésett lóról 1742-ből származik a legrégebbi írásos emlék: Francis Wise tiszteletes írt róla könyvében. Mivel korábbi iratok nem említik a lovat, valószínű, hogy a lejtőn fehérlő állatot a 17. században vagy a 18. század elején készítették. Vannak azonban olyan feltételezések is, hogy a lóalak sokkal idősebb, és a közelben lezajlott 878-as edingtoni csatának állít emléket, amelyben Nagy Alfréd király legyőzte a vikingeket.
Az biztos, hogy a most látható ló nem ugyanolyan, mint amelyről Wise tiszteletes írt. Az eredeti alak nagyjából harminc méter magas és ugyanolyan hosszú volt, és a mostanival ellentétes irányba nézett, a farka pedig felfelé kunkorodott és villás végű volt. A mostani alakot George Gee, a helyi földesúr, Lord Abingdon intézője alakíttatta ki 1778-ban, mert nem kedvelte az eredeti ló furcsa alakját. Az általa vágatott ló nagyjából 54 méter hosszú, 33 méter magas, és sokkal inkább hasonlít egy valódi állatra, mint elődje.
1853-ban restaurálták az alakot, majd 1873-ban ismét, mert kezdte elveszteni a formáját. Ekkor a körvonalakat kövekkel rakták ki, hogy megakadályozzák az eróziót. 1903-ban és 1936-ban betonnal fogták össze a szélső köveket, majd az 1950-es években az egész lovat lebetonozták. Ezt 1995-ben megismételték. A legutóbb 2006 novemberében festették fehérre a betont.
A lovat Brattoni fehér lónak is nevezik, mert a felette lévő csúcson a Bratton Campnek nevezett hegyi erődítmény állt a vaskorban. Wiltshire megyében nyolc hasonló fehér ló látható még, négy másik már eltűnt az idők során.